# Ericandersonia sagamia
Ericandersonia sagamia är en fiskart som beskrevs av Wataru Shinohara och Sakurai 2006. Ericandersonia sagamia ingår i släktet Ericandersonia och familjen tånglakefiskar. Inga underarter finns listade i Catalogue of Life.